# شيون (ماهرو)
شیون (بالفارسية: شیون) هي قرية تقع في إيران في قسم ماهرو الریفي. يقدر عدد سكانها بـ 51 نسمة .